# 托拉南麗魚
托拉南麗魚，為輻鰭魚綱鱸形目隆頭魚亞目慈鯛科的其中一種，分布於南美洲巴西das Antas河、Jacuí河流域，體長可達12.4公分，棲息在沙石底質的流動淺水域，生活習性不明。

## 擴展閱讀
維基物種上的相關：托拉南麗魚